# Lobo-do-rio-mackenzie
O lobo-do-rio-mackenzie (Canis lupus mackenzii) também referido como lobo-do-ártico-mackenzie, é uma subespécie do lobo-cinzento encontrada nas regiões sul dos territórios do Canadá. A subespécie em questão não é muito estudada, ou mesmo, conhecida pelo grande público, sendo bastante confundida com o bem maior lobo-do-vale-mackenzie (Canis l. occidentalis) que possui semelhança na nomeação e até chegam a sobrepor a sua área de distribuição uma com a outra. Este lobo é reconhecido como uma subespécie de Canis lupus na autoridade taxonômica Mammal Species of the World (2005).
Esta subespécie pode ser localizada na Reserva do Parque Nacional Thaidene Nëné.

## Características

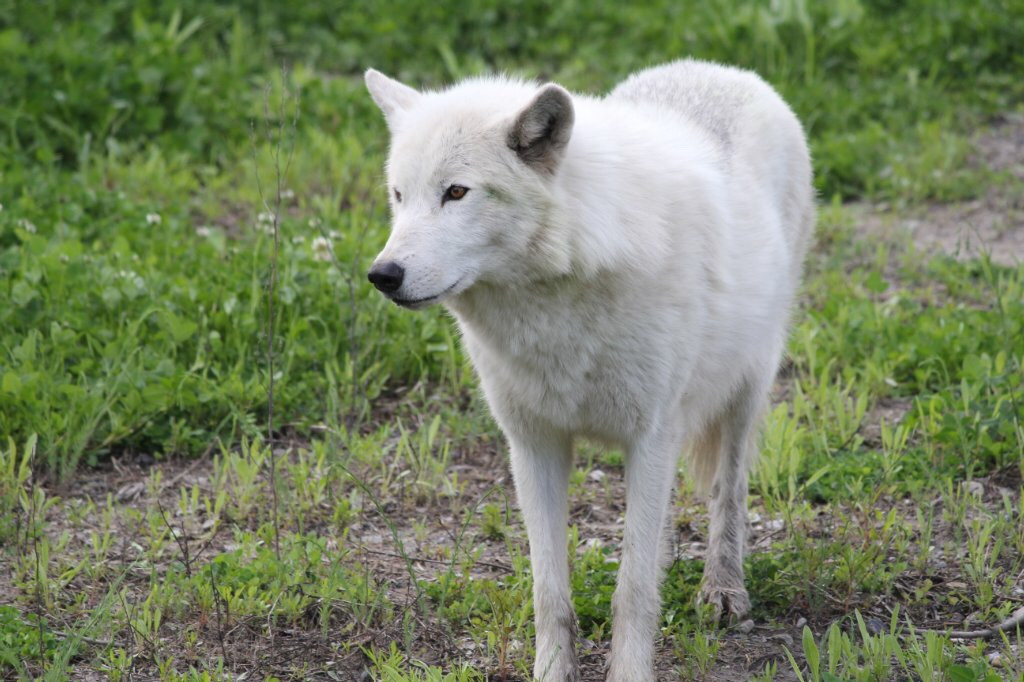
Aspecto típico de lobo-do-ártico-mackenzie.

O lobo-do-rio-mackenzie é menor que o lobo-do-noroeste mas maior do que o lobo-mexicano, definindo-o, assim, como uma subespécie de porte mediano. Sendo no geral menos robusto que outras subespécies, sua coloração é cinza e esbranquiçada, mas indivíduos melânicos são conhecidos. Acredita-se que a cor negra na subespécie em questão deriva do recente cruzamento com cães domésticos. Seu comprimento é de geralmente 1,55 m e pesa no mínimo 26 quilogramas, mas chega próximo dos 50 kg em indivíduos excepcionais.